# ボストンマラソン
ボストンマラソン（英語: Boston Marathon）は、毎年4月の第3月曜日（愛国者の日）にアメリカ合衆国マサチューセッツ州ボストンで開催される、ワールドアスレティックスエリートプラチナラベルのマラソン大会であり、ワールドマラソンメジャーズの一つである。参加には資格タイムを満たしている必要があるため、「選ばれしもののマラソン」と称され、完走者の平均タイムがワールドマラソンメジャーズの中でも抜きん出て速く、大半が4時間未満でゴールする。1897年に創始された、近代オリンピックに次いで歴史の古いスポーツ大会の一つである。但し、2021年度は新型コロナウイルス感染拡大の為に10月11日に延期された。

## 由来
アメリカ独立戦争が開戦した4月19日を「愛国者の日」とし、それを記念して第1回が開催された歴史を受け継ぎ、現在も例年4月の第3月曜日の愛国者の日に開催されている。

## コース
周回や往復ではなく、マサチューセッツ州の8つの市や町を通り抜けるかたちでスタート地点とゴール地点を結ぶコースである。下り基調でスタートしながら、いくつかの上りがあり、特に30km過ぎの「心臓破りの坂」と呼ばれる上り坂（4つあるニュートンヒルズの最後の坂）は、単独の高度上昇量は他のワールドマラソンメジャーズと比較して特に大きくはないものの、走行距離的に身体への負担が実感される地点と重なっていることもあり、難所とされる。

## 参加
| ボストンマラソン 申込資格タイム (2013年大会より適用) |            |            |
| 年齢                                                 | 男子       | 女子       |
| 18–34                                                | 3時間 5分  | 3時間 35分 |
| 35–39                                                | 3時間 10分 | 3時間 40分 |
| 40–44                                                | 3時間 15分 | 3時間 45分 |
| 45–49                                                | 3時間 25分 | 3時間 55分 |
| 50–54                                                | 3時間 30分 | 4時間 0分  |
| 55–59                                                | 3時間 40分 | 4時間 10分 |
| 60–64                                                | 3時間 55分 | 4時間 25分 |
| 65–69                                                | 4時間 10分 | 4時間 40分 |
| 70–74                                                | 4時間 25分 | 4時間 55分 |
| 75–79                                                | 4時間 40分 | 5時間 10分 |
| 80+                                                  | 4時間 55分 | 5時間 25分 |

近年のボストンマラソンの応募資格は、18歳以上で、大会主催者の定める期間中に、国際陸上競技連盟(IAAF)またはその協力団体国際マラソン・ロードレース協会(AIMS)または各国の公式陸上競技連盟による公認マラソン大会において、規定水準以上のタイムを記録することである。応募者が、どの大会でどれだけのネットタイムを達成したかを申込時に申請すると、主催者側がこの記録タイムの真正さを検証した後、正式に申し込みを受諾するというシステムを採用している。このため、BQ（ボストン・クオリファイ＝ボストンマラソンの資格要件を満たすこと）は、それ自体が世界の市民ランナーの目標にもなっている。

2010年の申し込みでは、20,000人の資格ランナー枠が数時間で埋まってしまったため、2013年大会に向けて申し込み方式の改革が実施された。現在は、申込資格タイムよりも20分以上速い記録を持つランナーが最初の期間に申し込みをすることができ、次の期間に10分以上速い記録を持つランナーが、また次の期間に5分以上速い記録を持つランナーが申し込みをすることができる、というように、速いランナーから順に出走資格が与えられるローリング方式が採用されている。申込資格タイムを満たすが、それより5分以上速くはないランナーは、さらにその後の期間に申し込みができ、その中でも速い順に、定員付近まで受付が行われる。
 例えば、2015年大会の受け入れは、ほぼすべての年齢カテゴリーで定員を超えたため、3時間5分00秒が資格タイムである男子34歳以下のカテゴリーでは3時間3分58秒で足切り、というふうに、80歳以上を除く全カテゴリーで資格タイムマイナス1分2秒における足切りを行い、世代間の公平をはかっている。
さらに、2013年大会からは、申込資格タイムが各年齢グループにおいて5分ずつ短縮され、また、それまで許されていた59秒の「おまけ」も廃止されたので、実質的に5分59秒資格が厳しくなった。

資格要件の例外は、協賛団体、チャリティー団体、スポンサー、海外からの旅行ツアーなどの商業枠、地元ランニングクラブなどで、全参加者の約5分の1はこの枠での参加とされる。
参考⇒ほかの世界の大規模マラソン：ニューヨークシティマラソン、シカゴマラソン、ロンドンマラソン、ベルリンマラソン、パリマラソン、東京マラソン

## 距離
Boston Athletic Association のウェブサイトに基づく。
- 1897年から1923年は39.429km、1924年から1926年は42.034km、1927年から1950年は42.195km、1951年から1956年は41.360km、1957年からは42.195km

## 記録の扱い
1927年に距離が42.195kmとされてからは、（のちに距離不足が判明した年度を除いて）レース時点での世界最高記録を上回った優勝者のタイムは世界最高記録として扱われてきた。しかし、2004年1月にIAAF（当時）が、マラソン記録の公認のために設定したコース条件（ゴール地点の標高がスタート地点の標高より42.195m以上低くなってはならない、スタートからゴールまでの直線距離は21.0975km以下など）を満たしていないため、同年以降は世界記録を超えても国際陸連公認の「世界記録」とは認められなくなった。2011年の大会でジョフリー・ムタイが出した2時間3分2秒のタイム（当時の世界記録を上回る）も、ボストンマラソンの記録ではあるが、世界記録としては扱われていない。
なお、国際陸連公認記録とならない大会は、ワールドマラソンメジャーズ全6大会のうちボストンマラソンだけである。

## 優勝者への栄典
優勝賞金は15万ドル（2018年時点）。
優勝者は優勝年から50年後の大会に招待される。レースに参加することも可能である。日本人の例では、参加した場合には優勝年と同じ数字のゼッケンが与えられる。

## 日本人優勝者・参加選手

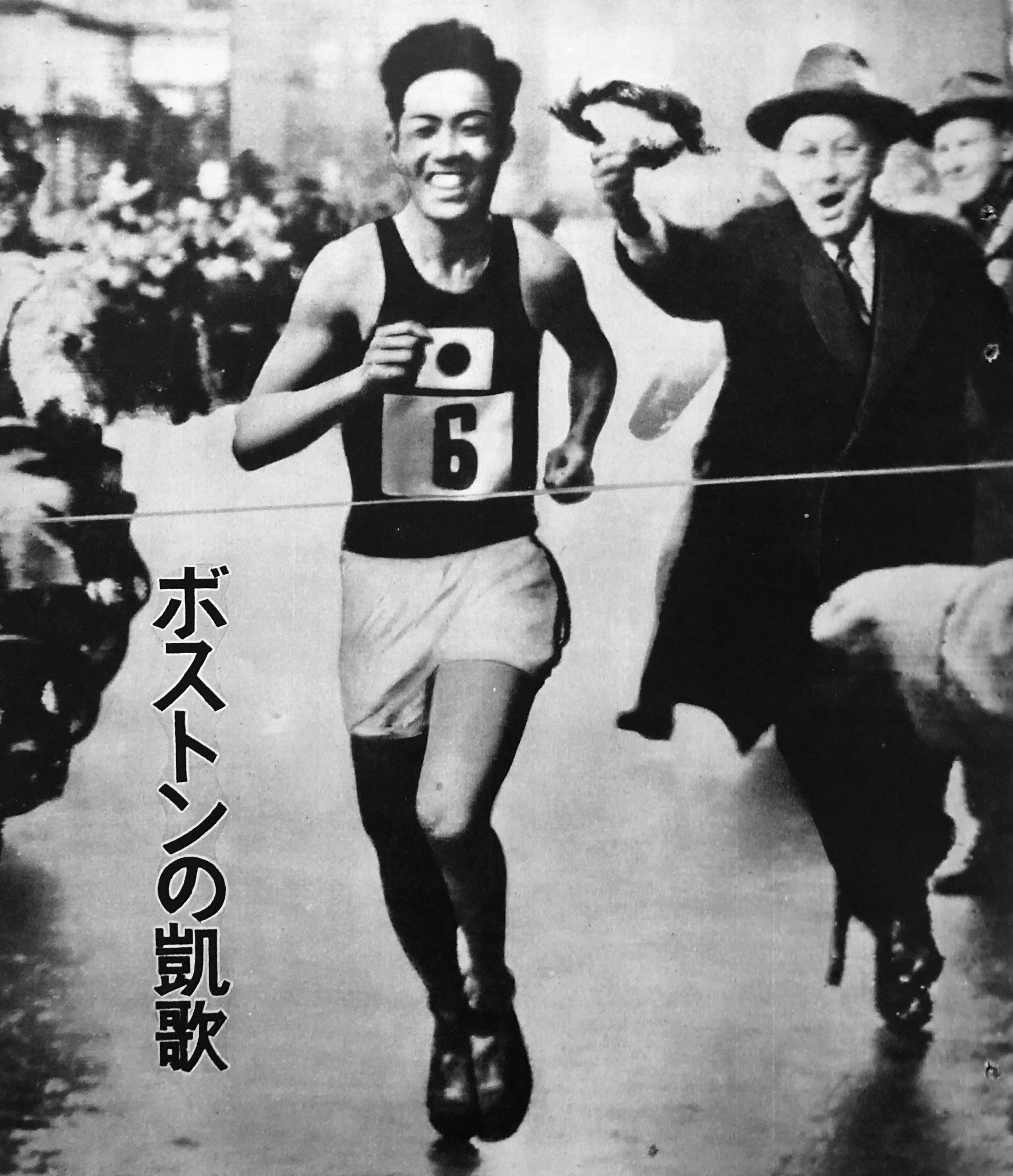
1955年大会で優勝した濱村秀雄。そのうしろをボストン市長のジョン・B・ハインズ（John Hynes）が月桂冠を持って追いかけている。

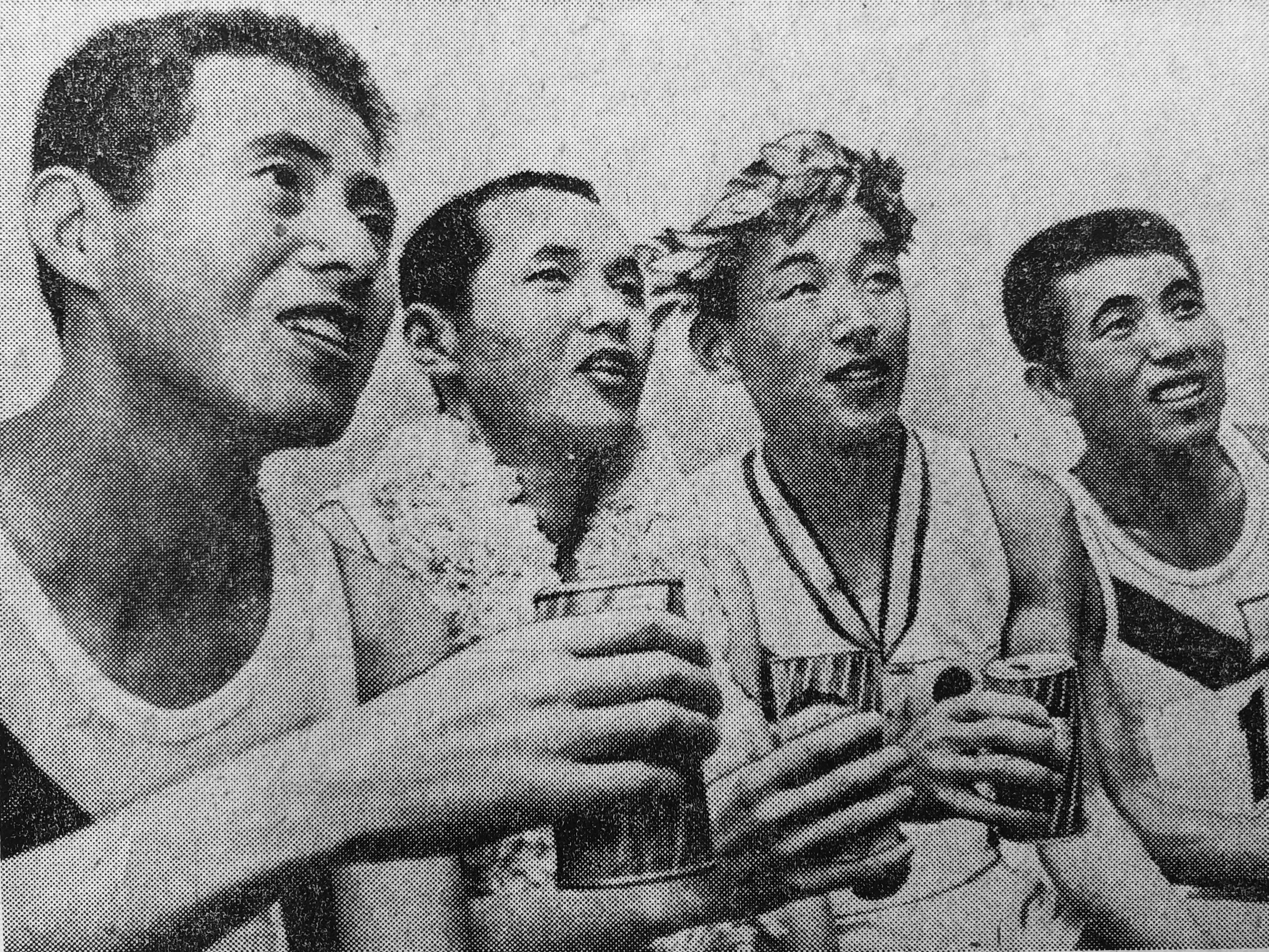
1966年大会で日本選手は1位から4位までを独占した。左から岡部宏和（4位）、佐々木精一郎（2位）、君原健二（優勝）、寺沢徹（3位）。

- 日本人の当マラソン優勝者では、下記8人の男子選手がいる。
  - 田中茂樹（1951年）2:27:45
  - 山田敬蔵（1953年）2:18:51
  - 濱村秀雄（1955年）2:18:22
  - 重松森雄（1965年）2:16:33
  - 君原健二（1966年）2:17:11
  - 采谷義秋（1969年）2:13:49
  - 瀬古利彦（1981年）2:09:26、（1987年）2:11:50 - 日本人では唯一の複数回（2度）優勝者である。
  - 川内優輝（2018年）2:15:58[7]

- このうち、田中・山田・浜村の走ったコースは後に距離不足が判明し、いずれも記録抹消の憂き目を見ている。山田の記録は当時「世界最高記録」とアナウンスされていた。世界選手権優勝・オリンピック入賞者の谷口浩美は、1993年に出場したが4位だった。

- 1966年大会では、63年・64年大会の優勝者のベルギーのオーレル・バンデンドリッシュが飛行機に乗り遅れたため不参加[10]。日本選手は1位から4位までを独占した[11]。順位と記録は以下のとおり。君原健二（優勝、2時間17分11秒）、佐々木精一郎（2位、2時間17分24秒）、寺沢徹（3位、2時間17分46秒）、岡部宏和（4位、2時間18分11秒）。

- 日本女子選手の優勝者は2019年現在、まだいない。過去同大会において日本女子の最高順位は、1992年に出場した山本佳子の2位である（2:26:26のゴールタイムは当時小鴨由水と並ぶ日本女子最高記録タイ記録だった）。ただし、日本出身者でのちに米国籍を取得したゴーマン美智子が、1974年と1977年に優勝している。

- 前記の「50年後の優勝者招待」は2018年までに、資格を満たした4人がその栄に浴している。浜村は50年に到達する前の2000年5月に逝去した。
  - 田中は2001年、フルマラソンは体調不良の理由等により参加出来なかったが、前日の交流レースに出場した。
  - 山田は2003年にフルマラソンへ出場、4時間10分11秒で70歳以上の部で5位であった。山田は1995年から毎年出場しており、2007年までに17回出場、1998年から2001年まで70歳以上の部を4連覇している。
  - 重松は2015年、心臓疾患を抱えるなどの事情からフルマラソン出走を断念したものの、レース2日前に実施の5kmファンランに参加した[12]。
  - 君原は2016年にフルマラソンへ出場、4時間53分14秒で完走を果たした[8][13]。
  - 采谷は2019年に招待の年度に当たっていたものの、出走も含めてボストンに赴いたかどうかも報じられていない（但し3年前の2016年に采谷は、君原の応援にボストンへ駆け付けている[14]）。
- 以降日本人では、瀬古が2031年と2037年、川内が2068年に「50年後の優勝者招待」として出場予定となっている。

## 歴代優勝者

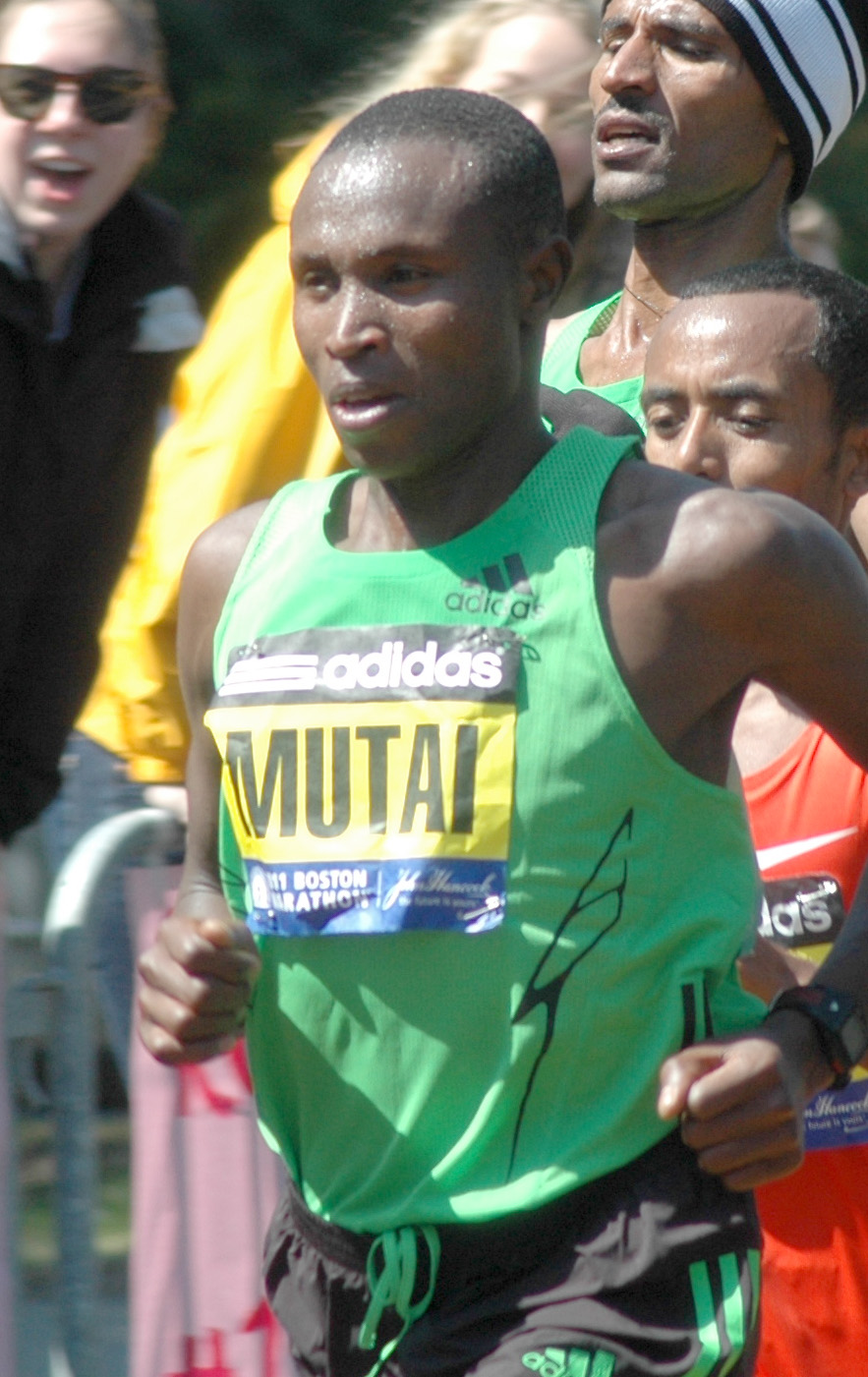
2011年　大会記録を出すジョフリー・ムタイの走り

| 開催日         | 男子選手                                       | タイム    | 女子選手                                 | タイム    |
| -------------- | ---------------------------------------------- | --------- | ---------------------------------------- | --------- |
| 1897年4月19日  | John J. McDermott (USA)(NY)                    | 2:55:10   |                                          |           |
| 1898年4月19日  | ロナルド・J・マクドナルド (CAN)                | 2:42:00   |                                          |           |
| 1899年4月19日  | Lawrence Brignolia (USA)(MA)                   | 2:54:38   |                                          |           |
| 1900年4月19日  | ジャック・キャフェリー (CAN)                   | 2:39:44   |                                          |           |
| 1901年4月19日  | ジャック・キャフェリー (CAN) -2-               | 2:29:23   |                                          |           |
| 1902年4月19日  | Sammy Mellor (USA)(NY)                         | 2:43:12   |                                          |           |
| 1903年4月20日  | John Lorden (USA)(MA)                          | 2:41:29   |                                          |           |
| 1904年4月19日  | Michael Spring (USA)(NY)                       | 2:38:04   |                                          |           |
| 1905年4月19日  | フレッド・ローツ (USA)(NY)                     | 2:38:25   |                                          |           |
| 1906年4月19日  | ティム・フォード (USA)(MA)                     | 2:45:45   |                                          |           |
| 1907年4月19日  | トム・ロングボート (CAN)                       | 2:24:24   |                                          |           |
| 1908年4月20日  | トーマス・モリジー (USA)(NY)                   | 2:25:43   |                                          |           |
| 1909年4月19日  | Henri Renaud (USA)(NH)                         | 2:53:36   |                                          |           |
| 1910年4月19日  | フレッド・キャメロン (CAN)                     | 2:28:52   |                                          |           |
| 1911年4月19日  | クラレンス・デマー (USA)(MA)                   | 2:21:39   |                                          |           |
| 1912年4月19日  | マイケル・ライアン (USA)(NY)                   | 2:21:18   |                                          |           |
| 1913年4月19日  | フリッツ・カールソン (USA)(MN)                 | 2:25:14   |                                          |           |
| 1914年4月20日  | ジェームズ・ダフィー (CAN)                     | 2:25:14   |                                          |           |
| 1915年4月19日  | Edouard Fabre (CAN)                            | 2:31:41   |                                          |           |
| 1916年4月19日  | Arthur Roth (USA)(MA)                          | 2:27:16   |                                          |           |
| 1917年4月19日  | ビル・ケネディ (USA)(NY)                       | 2:28:37   |                                          |           |
| 1918年4月19日  | ミリタリー・リレー (USA)(MA)                   | 2:29:53   |                                          |           |
| 1919年4月19日  | カール・リンダー (USA)(MA)                     | 2:29:13   |                                          |           |
| 1920年4月19日  | Peter Trivoulides (USA)(NY)                    | 2:29:31   |                                          |           |
| 1921年4月19日  | Frank Zuna (USA)(NY)                           | 2:18:57   |                                          |           |
| 1922年4月19日  | クラレンス・デマー (USA) -2-                   | 2:18:10   |                                          |           |
| 1923年4月19日  | クラレンス・デマー (USA) -3-                   | 2:23:47   |                                          |           |
| 1924年4月19日  | クラレンス・デマー (USA) -4-                   | 2:29:40   |                                          |           |
| 1925年4月20日  | チャールズ・メラー (USA)(IL)                   | 2:33:00   |                                          |           |
| 1926年4月19日  | ジョニー・マイルズ (CAN)                       | 2:25:40   |                                          |           |
| 1927年4月19日  | クラレンス・デマー (USA) -5-                   | 2:40:22   |                                          |           |
| 1928年4月19日  | クラレンス・デマー (USA) -6-                   | 2:37:07   |                                          |           |
| 1929年4月19日  | ジョニー・マイルズ (CAN) -2-                   | 2:33:08   |                                          |           |
| 1930年4月19日  | クラレンス・デマー (USA) -7-                   | 2:34:48   |                                          |           |
| 1931年4月20日  | ジェームズ・P・ヘニガン (USA)(MA)              | 2:46:45   |                                          |           |
| 1932年4月19日  | Paul DeBruyn (GER)                             | 2:33:36   |                                          |           |
| 1933年4月19日  | レスリー・S・ポーソン (USA)(RI)                | 2:31:01   |                                          |           |
| 1934年4月19日  | Dave Komonen (CAN)                             | 2:32:53   |                                          |           |
| 1935年4月19日  | John A. Kelley (USA)(MA)                       | 2:32:07   |                                          |           |
| 1936年4月20日  | Ellison M. Brown (USA)(RI)                     | 2:33:40   |                                          |           |
| 1937年4月19日  | ウォルター・ヤング (CAN)                       | 2:33:20   |                                          |           |
| 1938年4月19日  | レスリー・S・ポーソン (USA) -2-                | 2:35:34   |                                          |           |
| 1939年4月19日  | Ellison M. Brown (USA) -2-                     | 2:28:51   |                                          |           |
| 1940年4月19日  | ジェラルド・コート (CAN)                       | 2:28:28   |                                          |           |
| 1941年4月19日  | レスリー・S・ポーソン (USA) -3-                | 2:30:38   |                                          |           |
| 1942年4月19日  | ジョー・スミス (USA)(MA)                       | 2:26:51   |                                          |           |
| 1943年4月18日  | ジェラルド・コート (CAN) -2-                   | 2:28:25   |                                          |           |
| 1944年4月19日  | ジェラルド・コート (CAN) -3-                   | 2:31:50   |                                          |           |
| 1945年4月19日  | John A. Kelley (USA) -2-                       | 2:30:40   |                                          |           |
| 1946年4月20日  | Stylianos Kyriakides (GRC)                     | 2:29:27   |                                          |           |
| 1947年4月19日  | 徐潤福 (KOR)                                   | 2:25:39WR |                                          |           |
| 1948年4月19日  | ジェラルド・コート (CAN) -4-                   | 2:31:02   |                                          |           |
| 1949年4月19日  | Karl Leandersson (SWE)                         | 2:31:50   |                                          |           |
| 1950年4月19日  | 咸基鎔 (KOR)                                   | 2:32:39   |                                          |           |
| 1951年4月19日  | 田中茂樹 (JPN)(広島)                           | 2:27:45   |                                          |           |
| 1952年4月19日  | ドロテオ・フローレス (GTM)                     | 2:31:53   |                                          |           |
| 1953年4月20日  | 山田敬蔵 (JPN)                                 | 2:18:51   |                                          |           |
| 1954年4月19日  | ヴェイッコ・カルヴォネン (FIN)                 | 2:20:39   |                                          |           |
| 1955年4月19日  | 浜村秀雄 (JPN)                                 | 2:18:22   |                                          |           |
| 1956年4月19日  | Antti Viskari (FIN)                            | 2:14:14   |                                          |           |
| 1957年4月20日  | John J. Kelley (USA)(CT)                       | 2:20:05   |                                          |           |
| 1958年4月19日  | Franjo Mihalic (YUG)                           | 2:25:54   |                                          |           |
| 1959年4月20日  | Eino Oksanen (FIN)                             | 2:22:42   |                                          |           |
| 1960年4月19日  | Paavo Kotila (FIN)                             | 2:20:54   |                                          |           |
| 1961年4月19日  | Eino Oksanen (FIN) -2-                         | 2:23:39   |                                          |           |
| 1962年4月19日  | Eino Oksanen (FIN) -3-                         | 2:23:48   |                                          |           |
| 1963年4月19日  | Aurele Vandendriessche (BEL)                   | 2:18:58   |                                          |           |
| 1964年4月20日  | Aurele Vandendriessche (BEL) -2-               | 2:19:59   |                                          |           |
| 1965年4月19日  | 重松森雄 (JPN)                                 | 2:16:33   |                                          |           |
| 1966年4月19日  | 君原健二 (JPN)                                 | 2:17:11   |                                          |           |
| 1967年4月19日  | デビッド・マッケンジー (NZL)                   | 2:15:45   |                                          |           |
| 1968年4月19日  | アンブロース・バーフット (USA)(CT)             | 2:22:17   |                                          |           |
| 1969年4月21日  | 采谷義秋 (JPN)                                 | 2:13:49   |                                          |           |
| 1970年4月20日  | ロン・ヒル (GBR)                               | 2:10:30   |                                          |           |
| 1971年4月19日  | Alvaro Mejia (COL)                             | 2:18:45   |                                          |           |
| 1972年4月17日  | Olavi Suomalainen (FIN)                        | 2:15:39   | ニーナ・クシック (USA)(NY)               | 3:10:26   |
| 1973年4月16日  | ジョン・アンダーソン (USA)(OR)                 | 2:16:03   | ジャクリーヌ・ハンセン (USA)(CA)         | 3:05:59   |
| 1974年4月15日  | Neil Cusack (IRL)                              | 2:13:39   | ゴーマン美智子 (USA)(CA)                 | 2:47:11   |
| 1975年4月21日  | ビル・ロジャース (USA)(MA)                     | 2:09:55   | リアネ・ヴィンター (FRG)                 | 2:42:24   |
| 1976年4月19日  | Jack Fultz (USA)(VA)                           | 2:20:19   | キム・メリット (USA)(WI)                 | 2:47:10   |
| 1977年4月18日  | ジェローム・ドレイトン (CAN)                   | 2:14:46   | ゴーマン美智子 (USA) -2-                 | 2:48:33   |
| 1978年4月17日  | ビル・ロジャース (USA) -2-                     | 2:10:13   | ゲイル・バロン (USA)(GA)                 | 2:44:52   |
| 1979年4月16日  | ビル・ロジャース (USA) -3-                     | 2:09:27   | ジョーン・ベノイト (USA)(ME)             | 2:35:15   |
| 1980年4月21日  | ビル・ロジャース (USA) -4-                     | 2:12:11   | ジャクリーヌ・ガロー (CAN)               | 2:34:28   |
| 1981年4月20日  | 瀬古利彦 (JPN)                                 | 2:09:26   | アリソン・ロー (NZL)                     | 2:26:46   |
| 1982年4月19日  | アルベルト・サラザール (USA)(MA)               | 2:08:52   | シャルロッテ・テスケ (FRG)               | 2:29:33   |
| 1983年4月18日  | グレッグ・メイヤー (USA)(MA)                   | 2:09:00   | ジョーン・ベノイト (USA) -2-             | 2:22:43WR |
| 1984年4月16日  | ジェフ・スミス (GBR)                           | 2:10:34   | ローレン・モラー (NZL)                   | 2:29.28   |
| 1985年4月15日  | ジェフ・スミス (GBR) -2-                       | 2:14:05   | リサ・ワイデンバック (USA)(MI)           | 2:34.06   |
| 1986年4月21日  | ロバート・ド・キャステラ (AUS)                 | 2:07:51   | イングリッド・クリスチャンセン (NOR)     | 2:24:55   |
| 1987年4月20日  | 瀬古利彦 (JPN) -2-                             | 2:11:50   | ロザ・モタ (PRT)                         | 2:25:21   |
| 1988年4月18日  | イブラヒム・フセイン (KEN)                     | 2:08:43   | ロザ・モタ (PRT) -2-                     | 2:24:30   |
| 1989年4月17日  | アベベ・メコネン (ETH)                         | 2:09:06   | イングリッド・クリスチャンセン (NOR) -2- | 2:24:33   |
| 1990年4月16日  | ジェリンド・ボルディン (ITA)                   | 2:08:19   | ロザ・モタ (PRT) -3-                     | 2:25:24   |
| 1991年4月15日  | イブラヒム・フセイン (KEN) -2-                 | 2:11:06   | ワンダ・パンフィル (POL)                 | 2:24:18   |
| 1992年4月20日  | イブラヒム・フセイン (KEN) -3-                 | 2:08:14   | オルガ・マルコワ (RUS)                   | 2:23:43   |
| 1993年4月19日  | コスマス・デティ (KEN)                         | 2:09:33   | オルガ・マルコワ (RUS) -2-               | 2:25:27   |
| 1994年4月18日  | コスマス・デティ (KEN) -2-                     | 2:07:15   | ウタ・ピッピヒ (GER)                     | 2:21:45   |
| 1995年4月17日  | コスマス・デティ (KEN) -3-                     | 2:09:22   | ウタ・ピッピヒ (GER) -2-                 | 2:25:11   |
| 1996年4月15日  | モーゼス・タヌイ (KEN)                         | 2:09:15   | ウタ・ピッピヒ (GER) -3-                 | 2:27:12   |
| 1997年4月21日  | Lameck Aguta (KEN)                             | 2:10:34   | ファツマ・ロバ (ETH)                     | 2:26:23   |
| 1998年4月20日  | モーゼス・タヌイ (KEN) -2-                     | 2:07:34   | ファツマ・ロバ (ETH) -2-                 | 2:23:21   |
| 1999年4月19日  | J・チェベト (KEN)                              | 2:09:52   | ファツマ・ロバ (ETH) -3-                 | 2:23:25   |
| 2000年4月17日  | イライジャ・ラガト (KEN)                       | 2:09:47   | キャサリン・ヌデレバ (KEN)               | 2:26:11   |
| 2001年4月16日  | 李鳳柱 (KOR)                                   | 2:09:43   | キャサリン・ヌデレバ (KEN) -2-           | 2:23:53   |
| 2002年4月15日  | ロジャース・ロプ (KEN)                         | 2:09:02   | マーガレット・オカヨ (KEN)               | 2:20:43   |
| 2003年4月21日  | ロバート・キプコエチ・チェルイヨット (KEN)     | 2:10:11   | スベトラーナ・ザハロワ (RUS)             | 2:25:20   |
| 2004年4月19日  | ティモシー・チェリガド (KEN)                   | 2:10:37   | キャサリン・ヌデレバ (KEN) -3-           | 2:24:27   |
| 2005年4月18日  | ハイル・ネグシェ (ETH)                         | 2:11:45   | キャサリン・ヌデレバ (KEN) -4-           | 2:25:13   |
| 2006年4月17日  | ロバート・キプコエチ・チェルイヨット (KEN) -2- | 2:07:14   | リタ・ジェプトゥー (KEN)                 | 2:23:38   |
| 2007年4月16日  | ロバート・キプコエチ・チェルイヨット (KEN) -3- | 2:14:13   | リディア・グリゴリエワ (RUS)             | 2:29:18   |
| 2008年4月21日  | ロバート・キプコエチ・チェルイヨット (KEN) -4- | 2:07:45   | ディレ・ツネ (ETH)                       | 2:25:21   |
| 2009年4月20日  | デリバ・メルガ (ETH)                           | 2:08:42   | サリナ・コスゲイ (KEN)                   | 2:32:16   |
| 2010年4月19日  | ロバート・キプロノ・チェルイヨット (KEN)       | 2:05:52   | テイバ・エルケッソ (ETH)                 | 2:26:11   |
| 2011年4月18日  | ジョフリー・ムタイ (KEN)                       | 2:03:02   | キャロライン・キレル (KEN)               | 2:22:36   |
| 2012年4月16日  | ウェズリー・コリール (KEN)                     | 2:12:40   | シャロン・チェロップ (KEN)               | 2:31:50   |
| 2013年4月15日  | レリサ・デシサ (ETH)                           | 2:10:23   | リタ・ジェプトゥー (KEN) -2-             | 2:26:25   |
| 2014年4月21日  | メブ・ケフレジギ (USA)                         | 2:08:37   | リタ・ジェプトゥー (KEN) -3-             | 2:18:57   |
| 2015年4月20日  | レリサ・デシサ (ETH) -2-                       | 2:09:17   | キャロライン・ロティチ (KEN)             | 2:24:55   |
| 2016年4月18日  | レミ・ハイレ (ETH)                             | 2:12:45   | アツェデ・バイザ (ETH)                   | 2:29:19   |
| 2017年4月17日  | ジョフリー・キルイ (KEN)                       | 2:09:37   | エドナ・キプラガト (KEN)                 | 2:21:52   |
| 2018年4月16日  | 川内優輝 (JPN)                                 | 2:15:58   | デズリー・リンデン (USA)                 | 2:39:54   |
| 2019年4月15日  | ローレンス・チェロノ (KEN)                     | 2:07:57   | ウォルクネシュ・デゲファ (ETH)           | 2:23:31   |
| 2021年10月11日 | ベンソン・キプルト (KEN)                       | 2:09:51   | en:Diana Kipyogei (KEN)                  | 2:24:45   |
| 2022年4月18日  | エバンス・チェベト (KEN)                       | 2:06:51   | ペレス・ジェプチルチル (KEN)             | 2:21:02   |
| 2023年4月17日  | エバンス・チェベト (KEN) -2-                   | 2:05:54   | ヘレン・オビリ (KEN)                     | 2:21:38   |
| 2024年4月15日  | シサイ・レマ (ETH)                             | 2:06:17   | ヘレン・オビリ (KEN) -2-                 | 2:22:37   |

## 雑記帳

### ジンクス
1897年にボストンマラソンが始まって以来、アベベ・ビキラをはじめとする過去の名選手達でも破れなかった「五輪マラソンの覇者はボストンマラソンに勝てない」というジンクスが存在した。
しかし、1988年ソウルオリンピック男子マラソンのゴールドメダリストであるジェリンド・ボルディンが1990年ボストンマラソンでジュマ・イカンガーらを相手にクレバーな追い上げで優勝し、約1世紀の間誰も破れなかったジンクスを初めて破った。ボルディンは2023年現在でもオリンピックとボストンマラソンの両方を制した唯一の男子選手であるが、「また誰かが破るさ」と本人は語っている。

### 2013年の爆弾テロ事件
2013年のボストンマラソンでは、スタートから4時間を過ぎた頃にゴール付近で爆弾テロ事件が発生し、大会が途中で打ち切られた。なお、トップアスリートの部はすでに終了しており、公式記録に残る。

### 女子の参加をめぐって

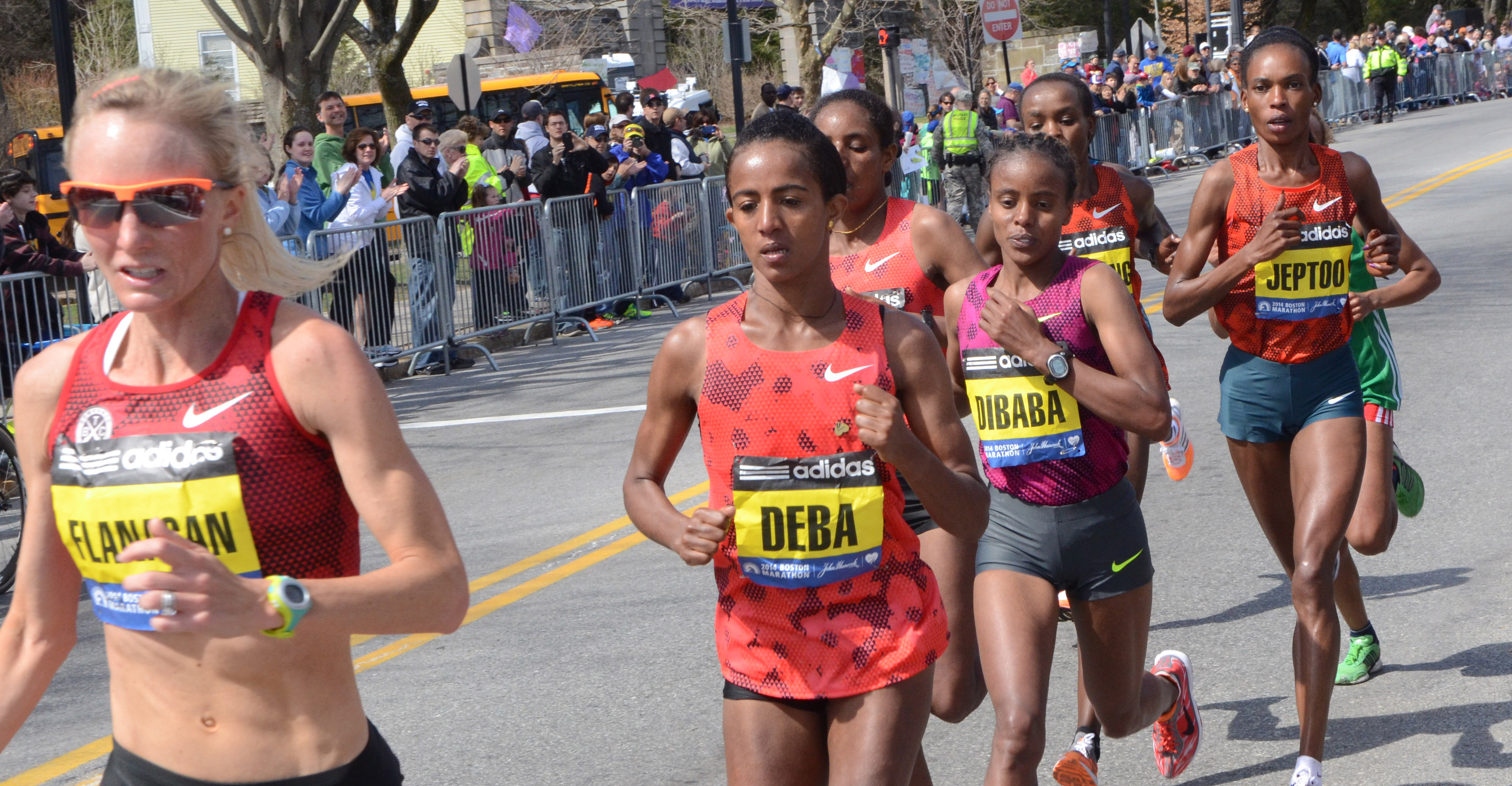
2014年 女子先頭集団

ボストンマラソンは、世界の大きなマラソンで初めて女子の参加を認めた大会であるが、決して簡単に実現したものではなかった。1960年代まで、女性がマラソンを走ることは生理的に困難であるという見解が陸上競技の関係者の間でもごく当たり前に語られていた。そうした中、女性の権利拡張運動とも相まって、ボストンマラソンへの参加を求める女性が出現したが、主催者側はこれを拒否した。1966年、ロベルタ・ギブ（通称ボビー・ギブ）が初めてレースを完走したが、主催者側は未登録参加のギブを「同時刻に同じコースを走った通行人」として記録を認めなかった。翌1967年にはキャサリン・スウィッツァーが性別を悟られないように"K.V.スウィッツァー”というイニシャルで登録してレースに強行参加。主催者側は出場を認めていないとして彼女を排除しようとしたが、他の男性ランナーに守られてゴールにたどり着いた。1968年からは主催者側も女性が走ることを黙認するようになり、1969年には女子トップでゴールしたサラ・バーマンを「女子優勝者」と認定した。そして、アメリカで公式に女性のマラソン記録が認められるようになった1972年の大会から、正式に女子の参加が認められるようになった。前記の歴代優勝者のリストにおいて、1966年から1971年までの欄に「（非公式）」という但し書きがあるのはこのためである。

### 1980年の女子優勝者
1980年の大会では女子の先頭を切ってゴールしたのは、ロージー・ルイーズという選手であった（タイムは2時間31分56秒）。しかし、レース途中で彼女を見ていないという複数の証言や、ゴールしたときに彼女のウェアにほとんど汗がついていなかったこと、またゴール800m手前の地点で、群衆の中から彼女が飛び出してきたという目撃証言などから、主催者側は彼女が途中で何らかの方法で近道をしたと判断し、失格とした（なお、彼女は前年のニューヨークシティマラソンにも参加しているが、その際にも彼女が地下鉄に乗っていたという証言があった）。代わってカナダのジャクリーヌ・ガローが優勝者となった。こうしたマラソンの「キセル」は、1904年のセントルイスオリンピックでも起きているが（アメリカのフレッド・ローツによるもの）、草創期ならともかく現代のマラソンでこうした事件が起きたことは多くの人を驚かせた。

### 宇宙からの参加者
2007年に行われた大会では、国際宇宙ステーションに滞在中の女性宇宙飛行士、スニータ・ウィリアムズが参加した。NASAを通じて電子メールで送られた14000番のゼッケンをつけてトレッドミルで42.195kmを4時間24分で完走。宇宙からのマラソン大会への正式参加は史上初めて。

### スポンサー
1984年から1991年まで8年間、リコーがスポンサーを務めていたが、スポンサー料が高くなりすぎたため、スポンサーをやめ、シットゴーがスポンサーとなったが、優勝賞金は5万5000ドルから3万ドルに減額された。

### ボストン・レッドソックス
ボストンを本拠地とするMLB球団のボストン・レッドソックスがボストンマラソン当日に本拠地のフェンウェイ・パークにて主催試合を行う場合には、大会に配慮する形で午前11時頃に試合開始という異例の時間帯で開催することが通例となっている。

## 車いすの部

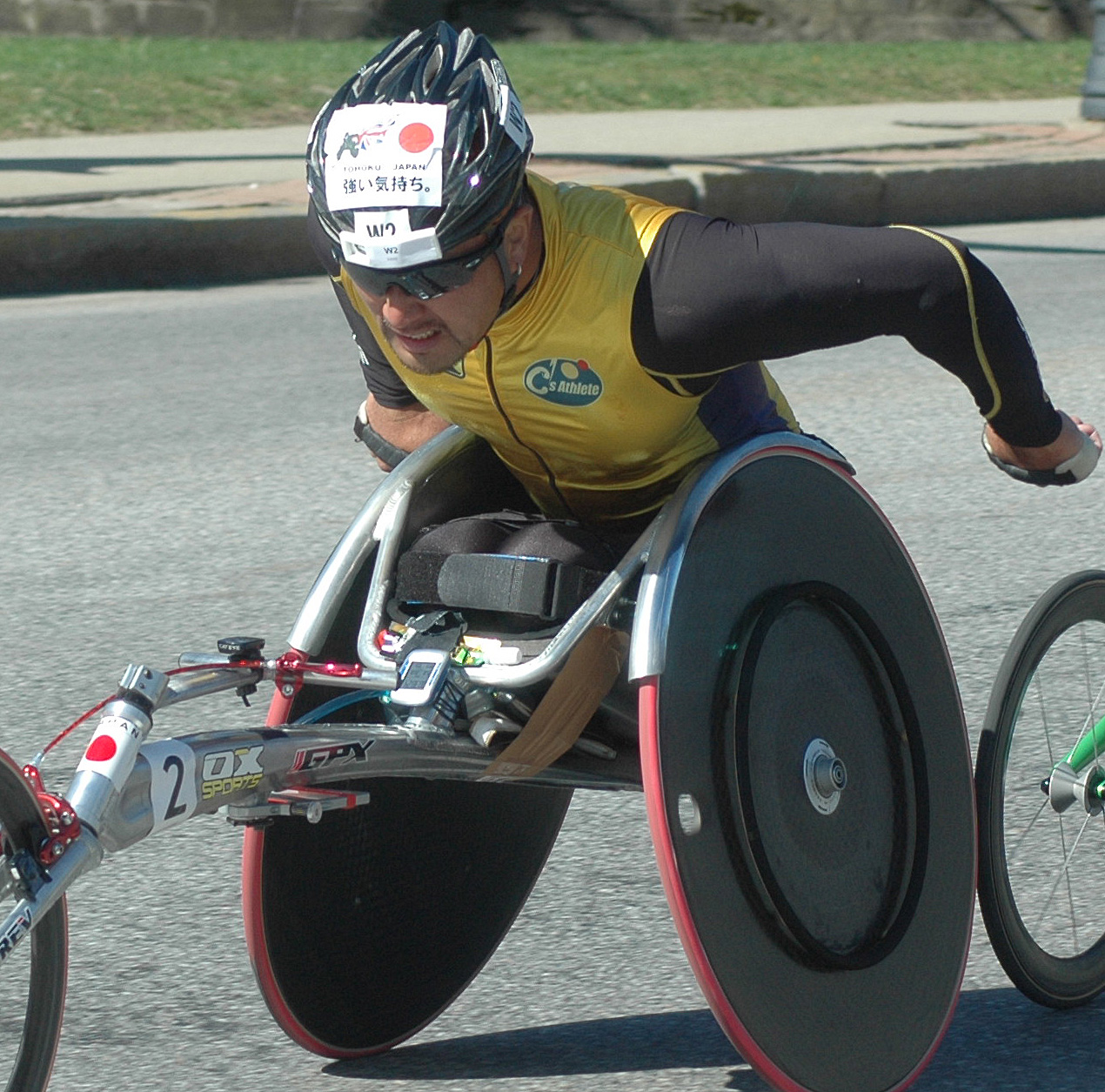
2011年副島正純

1975年、当時24歳のボブ・ホールという車いす使用の青年の参加を許可し、2時間58分の記録を公式に認めた。メジャー大会で初となったこのニュースは、多くの障害者が車いすマラソンに挑戦するきっかけとなった。
なお、1970年には非公式であるが、ベトナム退役軍人のユージン・ロバーツ（Eugene Roberts）が病院の車椅子を使って7時間掛けて完走している。
日本人では、2007年と2011年に副島正純が優勝し、女子では土田和歌子が2007〜2011年に5連覇している。
| 開催年 | 男子選手                              | タイム  | 女子選手                           | タイム  |
| ------ | ------------------------------------- | ------- | ---------------------------------- | ------- |
| 1975   | Bob Hall (USA)                        | 2:58    | （女子の参加なし）                 |         |
| 1976   |                                       |         |                                    |         |
| 1977   | Bob Hall (USA) -2-                    | 2:40:10 | Sharon Rahn (USA)                  | 3:48:51 |
| 1978   | George Murray (USA)                   | 2:26:57 | Susan Schapiro (USA)               | 3:52:53 |
| 1979   | Ken Archer (USA)                      | 2:38:59 | Sheryl Bair (USA)                  | 3:27:56 |
| 1980   | Curt Brinkman (USA)                   | 1:55:00 | Sharon Limpert (USA)               | 2:49:04 |
| 1981   | Jim Martinson (USA)                   | 2:00:41 | Candace Cable (USA)                | 2:38:41 |
| 1982   | Jim Knaub (USA)                       | 1:51:31 | Candace Cable (USA) -2-            | 2:12:43 |
| 1983   | Jim Knaub (USA) -2-                   | 1:47:10 | Sherry Ramsey (USA)                | 2:27:07 |
| 1984   | Andre Viger (CAN)                     | 2:05:20 | Sherry Ramsey (USA) -2-            | 2:26:51 |
| 1985   | George Murray (USA) -2-               | 1:45:34 | Candace Cable (USA) -3-            | 2:05:26 |
| 1986   | Andre Viger (CAN) -2-                 | 1:43:25 | Candace Cable (USA) -4-            | 2:09:28 |
| 1987   | Andre Viger (CAN) -3-                 | 1:55:42 | Candace Cable (USA) -5-            | 2:19:55 |
| 1988   | Mustapha Badid (FRA)                  | 1:43:19 | Candace Cable (USA) -6-            | 2:10:44 |
| 1989   | Phillippe Couprie (FRA)               | 1:36:04 | Connie Hansen (DEN)                | 1:50:06 |
| 1990   | Mustapha Badid (FRA) -2-              | 1:29:53 | Jean Driscoll (USA)                | 1:43:17 |
| 1991   | Jim Knaub (USA) -3-                   | 1:30:44 | Jean Driscoll (USA) -2-            | 1:42:42 |
| 1992   | Jim Knaub (USA) -4-                   | 1:26:28 | Jean Driscoll (USA) -2-            | 1:36:52 |
| 1993   | Jim Knaub (USA) -5-                   | 1:22:17 | Jean Driscoll (USA) -3-            | 1:34:50 |
| 1994   | ハインツ・フライ (SUI)                | 1:21:23 | Jean Driscoll (USA) -4-            | 1:34:22 |
| 1995   | Franz Nietlispach (SUI)               | 1:25:59 | Jean Driscoll (USA) -5-            | 1:40:42 |
| 1996   | ハインツ・フライ (SUI) -2-            | 1:30:11 | Jean Driscoll (USA) -6-            | 1:52:54 |
| 1997   | Franz Nietlispach (SUI)               | 1:28:14 | Louise Sauvage (AUS)               | 1:54:28 |
| 1998   | Franz Nietlispach (SUI) -2-           | 1:21:52 | Louise Sauvage (AUS) -2-           | 1:41:19 |
| 1999   | Franz Nietlispach (SUI) -3-           | 1:21:36 | Louise Sauvage (AUS) -3-           | 1:42:22 |
| 2000   | Franz Nietlispach (SUI) -4-           | 1:33:32 | Jean Driscoll (USA) -7-            | 2:00:52 |
| 2001   | エレンスト・ヴァン・ダイク (ZAF)      | 1:25:12 | Louise Sauvage (AUS) -4-           | 1:53:54 |
| 2002   | エレンスト・ヴァン・ダイク (ZAF) -2-  | 1:23:19 | Edith Hunkeler (SUI)               | 1:45:57 |
| 2003   | エレンスト・ヴァン・ダイク (ZAF) -3-  | 1:28:32 | Christina Ripp (USA)               | 1:54:47 |
| 2004   | エレンスト・ヴァン・ダイク (ZAF) -4-  | 1:18:27 | Cheri Blauwet (USA)                | 1:39:53 |
| 2005   | エレンスト・ヴァン・ダイク (ZAF) -5-  | 1:24:11 | Cheri Blauwet (USA) -2-            | 1:47:45 |
| 2006   | エレンスト・ヴァン・ダイク (ZAF) -6-  | 1:25:29 | Edith Hunkeler (SUI) -2-           | 1:43:42 |
| 2007   | 副島正純 (JPN)                        | 1:29:16 | 土田和歌子 (JPN)                   | 1:53:30 |
| 2008   | エレンスト・ヴァン・ダイク (ZAF) -7-  | 1:26:49 | 土田和歌子 (JPN) -2-               | 1:48:32 |
| 2009   | エレンスト・ヴァン・ダイク (ZAF) -8-  | 1:33:29 | 土田和歌子 (JPN) -3-               | 1:54:37 |
| 2010   | エレンスト・ヴァン・ダイク (ZAF) -9-  | 1:26:53 | 土田和歌子 (JPN) -4-               | 1:43:32 |
| 2011   | 副島正純 (JPN) -2-                    | 1:18:50 | 土田和歌子 (JPN) -5-               | 1:34:06 |
| 2012   | ジョシュア・キャシディ (CAN)          | 1:18:25 | シャーリー・レイリー (USA)         | 1:37:36 |
| 2013   | 山本浩之 (JPN)                        | 1:25:33 | タチアナ・マクファーデン (USA)     | 1:45:25 |
| 2014   | エレンスト・ヴァン・ダイク (ZAF) -10- | 1:20:36 | タチアナ・マクファーデン (USA) -2- | 1:35:06 |

## 本大会を題材とした作品
- 心臓破りの丘 - 1954年の日本映画（監督：木村恵吾）。山田敬蔵をモデルとしたフィクション[21]。
- パトリオット・デイ - 2016年のアメリカ映画。2013年に発生した爆弾テロ事件の事件発生から顛末までを描く。
- ボストン1947 - 2023年の韓国映画。1947年大会で優勝した徐潤福を題材とする。